# Cultura de Letònia

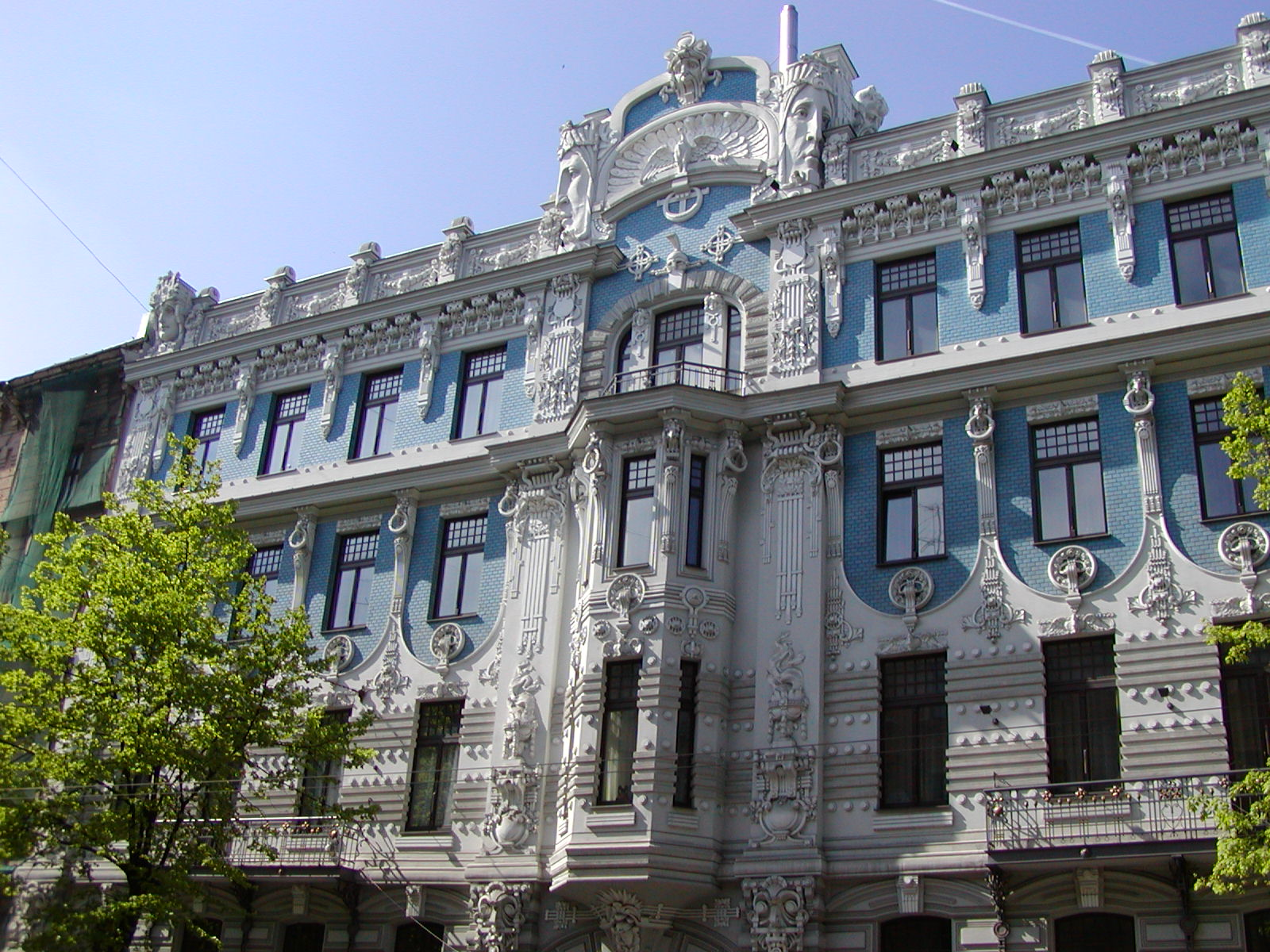
Elizabetes, Mikhaïl Eisenstein, 1903

La cultura de Letònia en els seus aspectes tradicionals s'adiu l'herència dels letons i els livonians amb les influències rebudes per diferents cultures al llarg de la seva història.

## Arquitectura

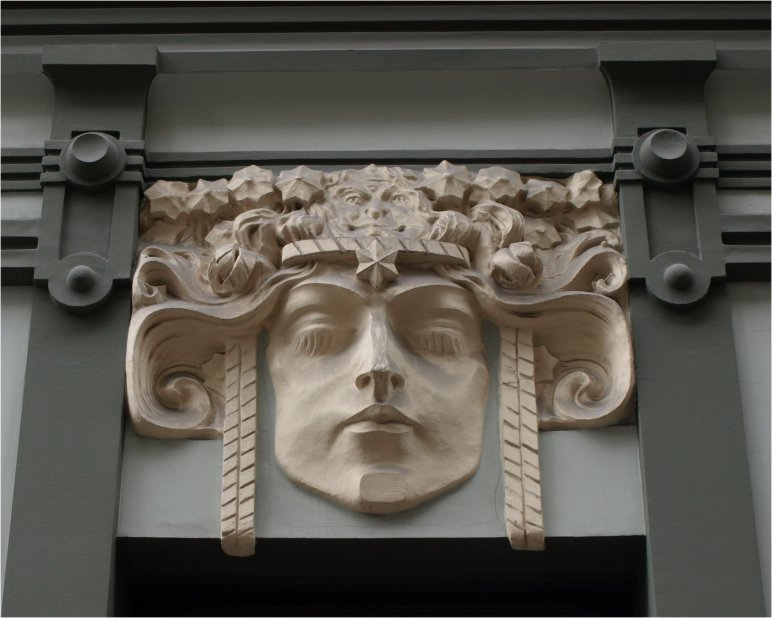
Detall decoratiu arquitectònic en un edifici de Riga.

L'arquitectura tradicional letona es basa en la casa de fusta, segons les zones del país predominen les agrupacions de les edificacions, d'aquesta manera a la zona occidental del país es troben més acceptades les construccions individuals i els llogarets en què les construccions es fan en forma circular amb una plaça central. La part oriental de Letònia està més habitada i es construeix situant les cases al llarg d'un carrer principal.
Els edificis més antics que es coneixen eren per tant de fusta fins que es va introduir la pedra en el segle xii, que es va utilitzar a la construcció de l'església d'Ikechkil i a partir d'aleshores el seu ús s'ha generalitzat a causa de la influència de l'art alemany i escandinau. D'aquesta època són l'església de Sant Pere i les esglésies de Sant Joan i Domskaja a Riga i els castells de Sigulda i Bauska. A l'arquitectura del segle xviii va predominar en la influència russa i es van construir els palaus de Rundāle i Jelgava realitzats per Francesco Bartolomeo Rastrelli. Al segle xx destaca el Koljozi dissenyat per l'arquitecte Tilman.
La ciutat de Riga és considerada com Patrimoni de la Humanitat en disposar d'edificis d'estil gòtic, eclèctic, racionalista i especialment d'estil modernista del qual Mikhaïl Eisenstein va ser el principal arquitecte estant una de les capitals europees amb una major representació d'aquest estil.

## Arts visuals

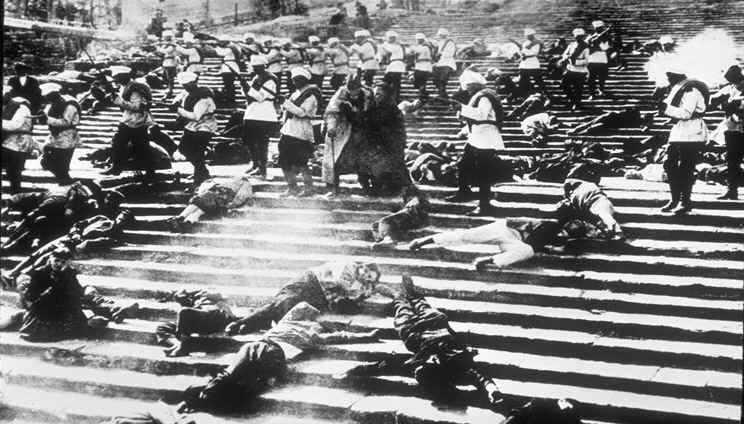
Escena de la pel·lícula El cuirassat Potemkin, 1925

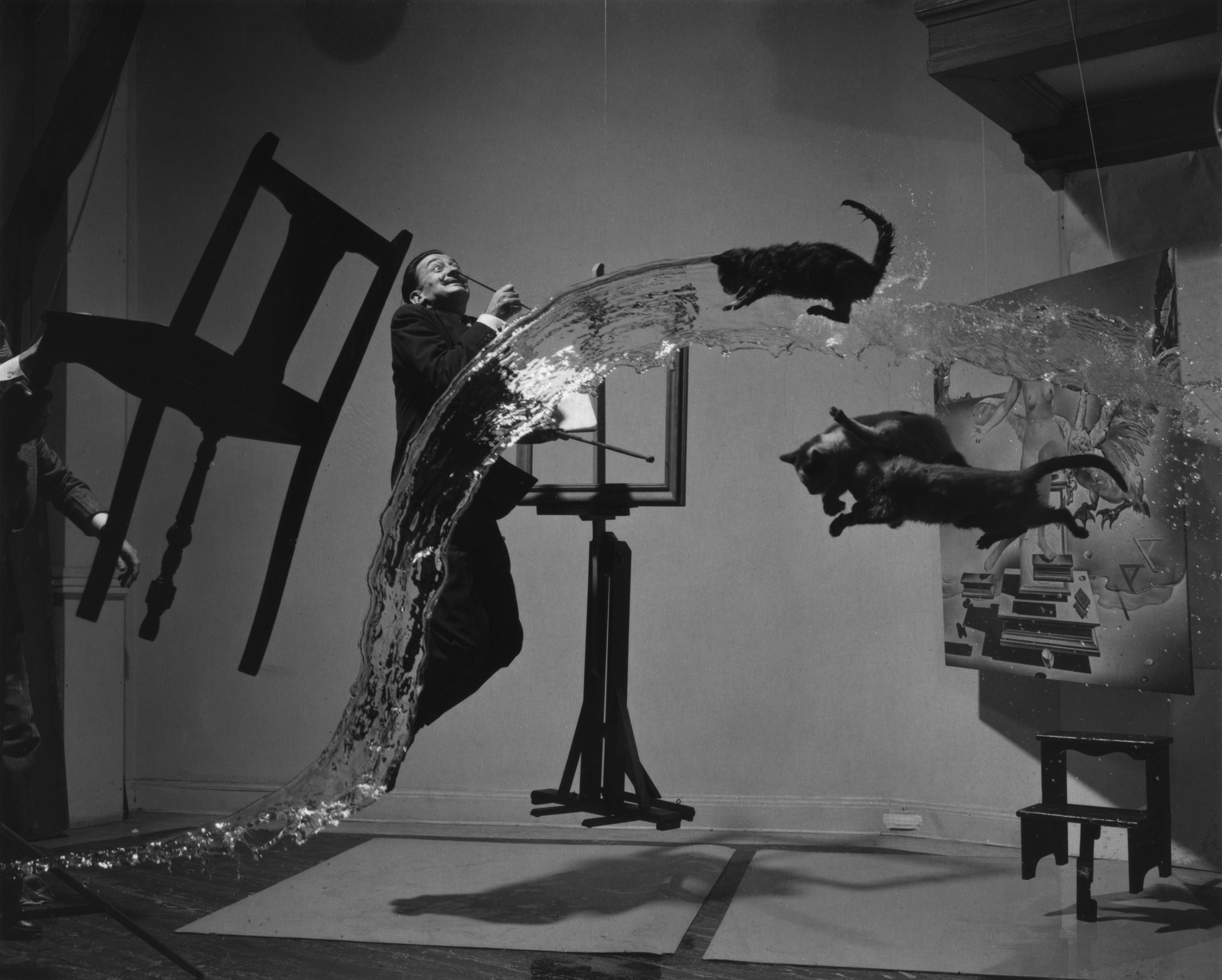
Salvador Dalí de Philippe Halsman, 1948.

El 1898 va néixer a Riga el gran director de cinema Serguei Eisenstein la pel·lícula més coneguda del qual és El cuirassat Potemkin realitzada el 1925. A Riga hi ha el Museu del Cinema fundat el 1988.
El fotògraf Philippe Halsman que va desenvolupar la jumpology va néixer a Riga el 1902 encara que la seva família va haver d'emigrar en la seva infància.
El pintor més conegut és Mark Rothko que va néixer a Daugavpils el 1903, encara que ha viscut la major part de la seva vida als Estats Units. Entre altres pintors destacats es troben Vilhelms Purvītis, Jazeps Grosvalds, Johann Walter-Kurau i Adja Yunkers i al camp de l'escultura es pot destacar a Janis Tilbergs i com artista plàstic a Rihards Zariņš.

## Literatura
Durant l'època del nacionalisme letó al segle xix, alguns joves escriptors van participar en la difusió de la llengua escrita, entre ells es pot esmentar Atis Kronvalds. Tanmateix, també van existir escriptors en altres llengües com Garlieb Helwig Merkel que ho va fer en alemany.
La producció literària va tenir el seu apogeu als escrits de Janis Rainis (1865-1929) y Anna Brigadere (1861-1931) a començaments del segle xx. Entre els seus poetes pot assenyalar-se Aleksandrs Čaks i entre els seus escriptors de contes Kārlis Skalbe és considerat com un dels més prolífics pels seus contes de fades. Durant el temps que Letònia va estar integrada en la Unió Soviètica l'escriptor més promocionat va ser Vilis Lācis.
La diversitat lingüística de la població també s'ha reflectit en la literatura, a manera d'exemple es pot citar Zenta Mauriņa que va escriure obres en letó, rus i alemany.

## Música i dansa

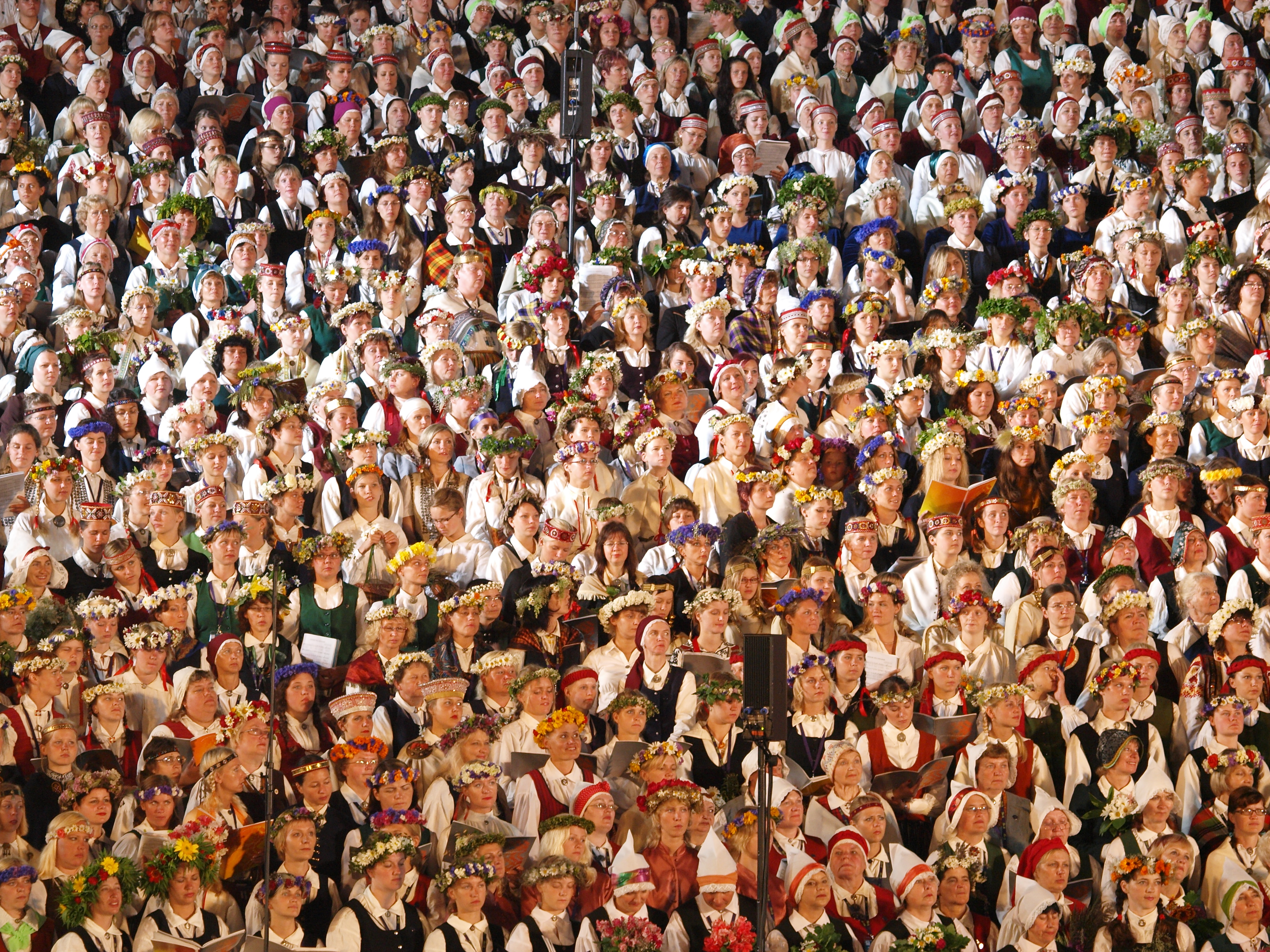
Festival letó de la cancó, 2008.

La llengua i la cultura letones anteriors al segle xix es van transmetre per via oral, principalment a través de petites cançons anomenades Dainas que van ser recopilades en gran quantitat per Krišjānis Barons. Els principis] del moviment nacionalista de 1988 van ser acompanyats per una òpera rock basada en un text de Janis Rainis.
Imants Kalnins i Raimonds Pauls són els principals compositors contemporanis i els més populars de Letònia, encara que d'altres força coneguts són Andrejs Jurjāns (1856-1922), Jazeps Vītols (1863-1948), Mariss Jansons (1943) y Gidon Kremer (1947). El violoncelista Mischa Maisky té origen letó.
Amb relació a la música de rock and roll el grup Pērkons es va formar el 1981 a Riga estant integrat per Juris Kulakovs, Ieva Akurātere, Juris Sējāns, Leons Sējāns y Raimonds Bartaševičs. El 2002 Letònia va guanyar el festival d'Eurovisió amb la cançó "I wanna" de Marie N pel que es va celebrar el festival de 2003 al Skonto Hall de Riga.
El ballarí Mikhaïl Baríxnikov va néixer a Riga el 1948 i obté èxit amb el seu ballet en diversos països del món.
El grup de folk metall Skyforger ha col·laborat àmpliament, sobretot amb el seu disc acústic Zobena Dziesma, a la difusió del folklore del seu país, principalment gràcies a la feina d'investigació de la música letona del gaiter i musicòleg Kaspars Bārbals.